# Kim-dinasztia

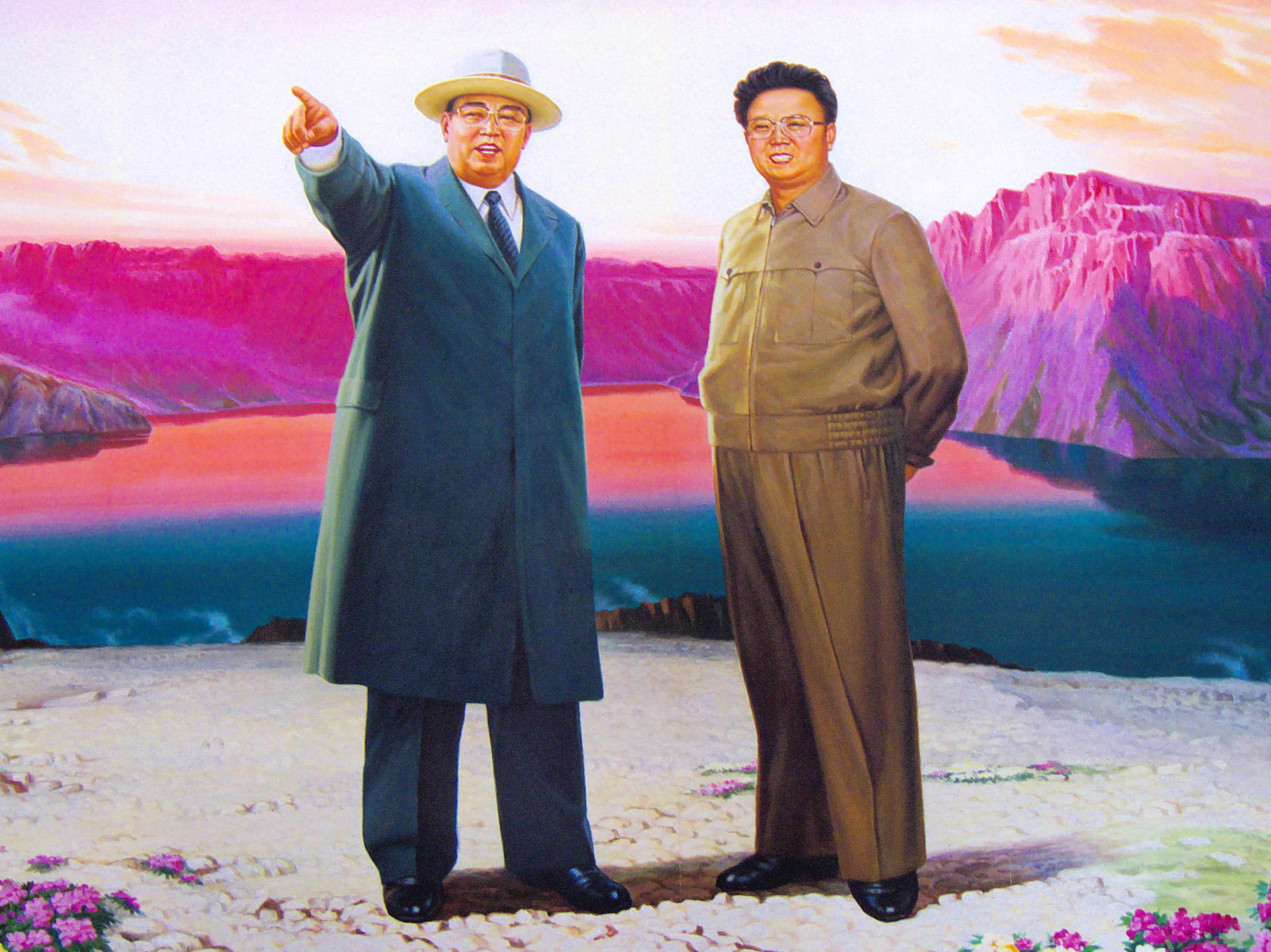
Kim Ir Szen és Kim Dzsongil egy közös propaganda képen a Pektu-hegy szentnek tartott krátertava előtt

Kim-dinasztia vagy észak-koreai szóhasználatban Pektu-vérvonal  (hangul: 백두혈통, Pektu hjolthong, handzsa: 白頭血統, RR: Baekdu hyeoltong) Észak-Korea irányító családja. Az első kommunista dinasztiának is hívják. A Pektu-vérvonal elnevezés a koreai szent hegyre utal, ahol Korea 1910-től a második világháborúig tartó japán megszállása idején Kim Ir Szen az 1920–1930-as években egy gerillatábort hozott létre és ahol a helyi legendák szerint Kim Dzsongil meglátta a napvilágot.  2015-ben a hegy 2744 méteres csúcsára Kim Dzsongun fel is mászott apja és nagyapja emléke előtt tisztelegve, katonai vezetők és vadászpilóták sokaságának társaságában. 2019-ben Kim Dzsongunnak ismertté vált egy lovaglása is, amely a szent hegyen történt, miután fotók jelentek meg az eseményről a koreai és a világsajtóban is.

## Története

### Kim Ir Szen

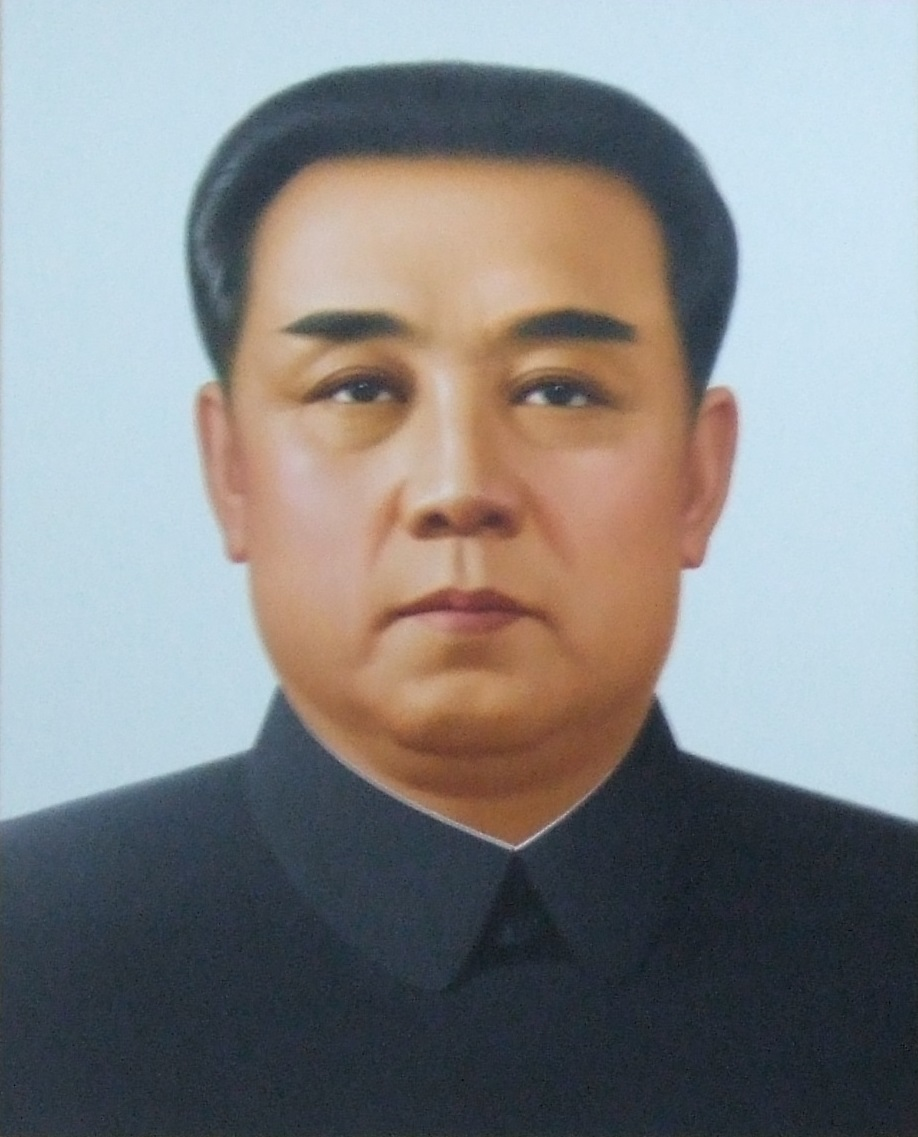
Kim Ir Szen

A Kim-dinasztia alapítója Kim Ir Szen volt, aki 1912. április 15-én született, amely év Észak-Koreában az időszámítás kezdete lett később (Dzsucse-naptár). A dinasztia hatalmának ideológiai alappillére a dzsucse filozófiája, amit Észak-Korea első vezetője, Kim Ir Szen alkotott meg.
Kim Ir Szen a KNDK-n belül példa nélküli személyi kultuszt épített ki. Az 1972-es új alkotmány alapján a KNDK elnökévé választották. Az 1980-as pártkongresszus Kim és Kim Dzsongszuk fiát, Kim Dzsongilt nevezte meg Kim Ir Szen utódjának.

### Kim Dzsongil

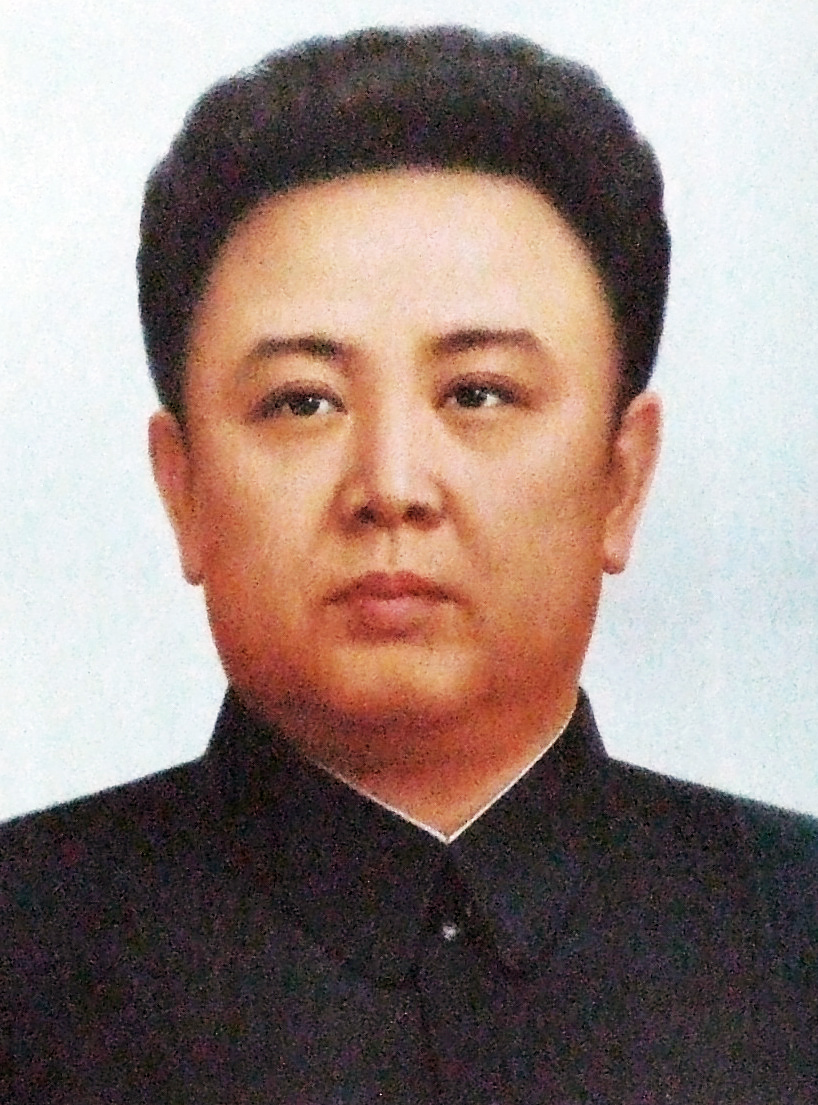
Kim Dzsongil

Apját, az 1994-ben elhunyt Kim Ir Szent követte az ország élén. Haláláig folytatta apja munkáját, és országa az összeomlás küszöbére került.

### Kim Dzsongun

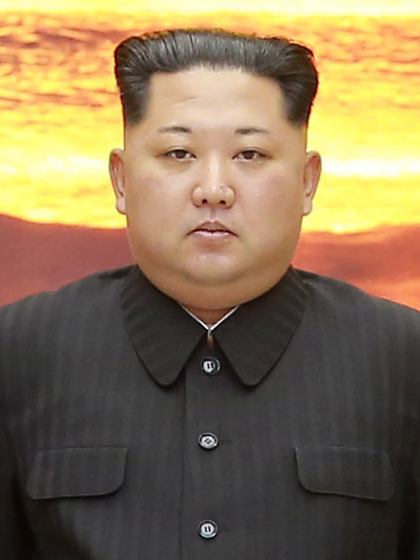
Kim Dzsongun

Kim Dzsongun lett Észak-Korea következő vezetője apja halála után. Kim Dzsongil korábbi kabinetfőnöke részleteket hozott nyilvánosságra a fiúról és kijelentette, hogy apja őt tekinti utódjának. 2009. január 15-én a Yonhap News dél-koreai hírügynökség azt jelentette, hogy Kim Dzsongil kinevezte Kim Dzsongunt utódjának. Apja halála után először a temetését előkészítő bizottság vezetőjévé tették, majd december végén a koreai hírügynökség már a Koreai Néphadsereg főparancsnokaként, a Koreai Munkapárt főtitkáraként és Központi Katonai Bizottságának elnökeként hivatkozott rá, valamint éles elméjű vezetőnek hívta.